# 자매들
《자매들》는 1993년 10월 18일부터 1994년 4월 9일까지 방영된 MBC 아침 드라마다.

## 등장 인물
- 양미경 : 말숙 역
- 정동환 : 석현 역
- 이주경 : 말녀 역
- 남성훈 : 병섭 역
- 홍리나 : 정남 역
- 이재룡 : 재국 역 (중도 합류)
- 엄정화 : 기남 역
- 최성준 : 강동수 역
- 원지선 : 제남 역
- 김진만 : 진태 역
- 김성일 : 동민 역
- 김용건 : 김용주 역 (중도 합류)
- 차광수 : 민규 역
- 최은숙
- 김현숙
- 김기주
- 김은영
- 유명옥
- 장동건

## 참고 사항
- 남편의 외도, 여성의 바람기 등을 강도 높게 표현했다는 지적이 있었다.[1]
- 대를 이을 손자를 얻기 위해 대리모를 등장시켜 “올바른 가치관과 가정생활의 순결을 파탄시킬 수 있지 않느냐”는 시청자들의 불만이 쏟아져 방송위원회로부터 '주의' 조치를 받았다.[2]